# 永樺企業家大樓
22°58′4″N 120°12′58″E / 22.96778°N 120.21611°E
永樺企業家大樓，為永樺建設公司在臺灣臺南市大同路上的商辦大樓，也是臺南市南郊的建築地標，在1990年至1991年期間是臺南第一高樓。
該建築由永樺建設投資建造，四維建築師事務所設計，興建時間為1987年8月至1990年3月，地上22層，地下2層，建築面積1320平方公尺，樓地板面積27100平方公尺。該樓除永樺建設公司自用部分空間，大部分租予銀行及飯店作為營業場所，包含亞伯大飯店、國立臺南藝術大學推廣教育中心。同一時期永樺建設公司另有一姊妹作「永樺證券財經大樓」，位於臺南市東區長榮路一段，外觀採用玻璃帷幕及白色立柱等相同的設計元素。

## 參考文獻

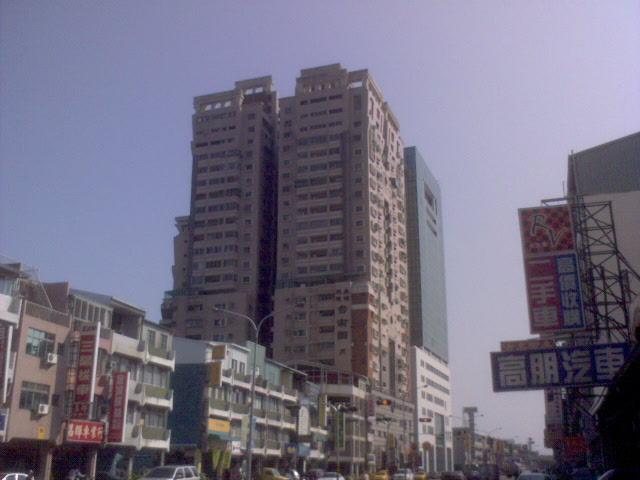
永樺企業家大樓以及左側的臺南國寶大樓